# YOU (배우)
YOU(1964년 8월 29일 ~)는 일본의 배우이자 가수이다. 본명은 에하라 유키코(江原 由希子)이며, 소속사는 서클 라인이다.

## 출연

### 드라마
- 2001년 《기묘한 이야기 가을 특별편》 〈엄마 신발매!〉
- 2002년 《키사라즈 캐츠아이》
- 2003년 《맨하탄 러브스토리》
- 2008년 《오! 마이 걸!!》
- 2009년 《심야식당》 가자미 린코 역
- 2010년 《세컨드 버진》
- 2011년 《태양은 다시 떠오른다》
- 2012년 《고잉 마이 홈》

### 영화
- 2004년 《지금, 만나러 갑니다》
- 2004년 《아무도 모른다》
- 2006년 《우쵸텐 호텔》
- 2006년 《7월 24일 거리의 크리스마스》
- 2007년 《게게게 키타로》
- 2008년 《걸어도 걸어도》 - 카타오카 치나미 역
- 2025년 《첫 번째 키스》 - 타바타 유카리 역